# Grégory Sertic
Grégory Sertić (Brétigny-sur-Orge, 5. kolovoza 1989.) bivši je francuski nogometaš hrvatskoga podrijetla i bivši francuski mladi reprezentativac koji je igrao kao veznjak.

## Klupska karijera

### Početci
Sertić je rođen 1989. godine u pariškom predgrađu Brétigny-sur-Orge a nogomet je počeo igrati s osam godina u AS Églyju. Od 2000. do 2003. godine bio je u podmlatku CSF Brétignyja a 2003. godine u ES Viry-Châtillonu. Prije nego što je 2005. godine prešao u FC Girondins de Bordeaux tri godine trenirao je u INF Clairefontaineu.

### FC Girondins de Bordeaux
Od 2005. godine je u podmlatku Girondins de Bordeauxa gdje je 2009. godine potpisao prvi profesionalni ugovor. Sezonu 2010./11. proveo je na posudbi u RC Lensu. 

### Olympique Marseille
U siječnju 2017. je Francuz nakon devet godina napustio Bordeaux. Sertić, koji je u Bordeauxu skupio 180 nastupa, je potpisao ugovor na tri i pol godine s Olympique de Marseilleom. U prvom susretu 23. kola francuskog nogometnog prvenstva FC Metz je pobijedio Marseille 1:0 ostvarivši prvu pobjedu u međusobnim susretima nakon 11 godina. U tom susretu je Sertić debitirao za l'OM.

## Reprezentativna karijera

### Francuska do 21
Dne 25. svibnja 2009. godine, Sertić je pozvan u francusku reprezentaciju do 21 godine za sudjelovanje na Toulon Turniru. Debitirao je na tome turniru protiv Portugala. Sveukupno je za francusku reprezentaciju do 21 godine odigrao 5 utakmica.

### Hrvatska
U ožujku 2013. godine Sertić je dobio hrvatsko državljanstvo, no u konačnici nije dobio dopuštenje od FIFE zbog toga što u "trenutku kada je igrao prvu utakmicu za Francusku nije imao i hrvatsku putovnicu" odnosno nije imao prigodu "predomisliti se, jer nije imao hrvatsko državljanstvo".

## Priznanja

### Klupska
FC Girondins de Bordeaux
- Ligue 1 (1): 2008./09.
- Coupe de la Ligue (1): 2008./09.
- Trophée des Champions (1): 2009.
- Coupe de France (1): 2012./13.[8]

## Obitelj
Grégory Sertić je hrvatskoga podrijetla. Njegov djed Milan je iz Kamenice pokraj Brinja i bio je zarobljenikom njemačkih logora tijekom Drugoga svjetskog rata a potom se skrasio u Le Havreu gdje je upoznao djevojku iz Marseillea, oženio se te dobio sina Ivana (Jeana), Grégoryjeva oca.

## Vanjske poveznice
- (engl.) Grégory Sertić na transfermartkt.com
- (engl.) Grégory Sertić na ESPN FC